# قبله

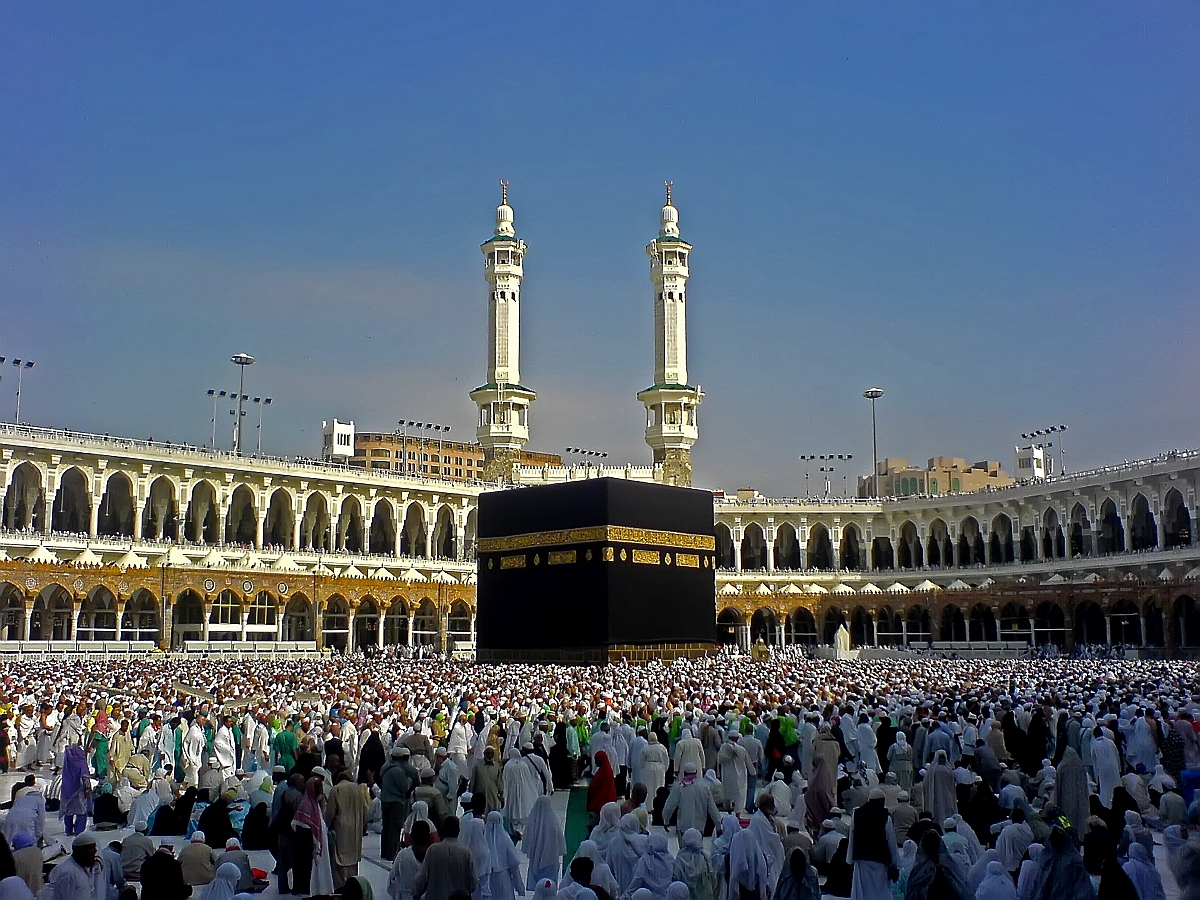
مسلمانان رو به کعبه نماز می‌خوانند.

قبله در اسلام، به سمتی گفته می‌شود که مسلمانان رو به آن نماز می‌خوانند. این جهت در بسیاری از احکام اسلامی همچون نماز ، ذبح حیوانات و دفن مردگان اهمیت دارد. جهت قبله در ابتدای ظهور اسلام به‌سوی مسجدالاقصی بود که در سال دوم هجرت به سمت کعبه تغییر یافت. آیات ۱۴۲ تا ۱۴۴ سورهٔ بقره در این باره نازل شدند.
مردگان را در قبر به شکلی روی دست راست می‌خوابانند که بدنشان رو به قبله باشد. مستحب است بسیاری از کارهای هر شخص (مانند خوابیدن، دعا کردن، غذا خوردن و نشستن) مستحب است رو به قبله باشد. قبلهٔ مسلمانان ابتدا به طرف بیت‌المقدس بود، که بعدها در هنگام اقامت محمد در مدینه به سوی کعبه (درون مسجدالحرام) تغییر کرد. عرض جغرافیایی کعبه ۲۱ درجه و ۲۵ دقیقه و ۲۱ ثانیه شمالی و طول جغرافیایی آن ۳۹ درجه و ۴۹ دقیقه و ۳۴٫۲۵ ثانیه شرقی است.

## روش یافتن قبله
قبله یا نمازسوی را از راه‌های گوناگونی می‌توان یافت:
- قبله‌نما: آسانترین روش تعیین قبله، به‌وسیله قبله‌نماست، که آن هم با یک قطب‌نما انجام می‌گیرد.
- قطب‌نما: هرگاه با قطب‌نما جهت شمال را مشخص کردیم، و با نقشه اختلاف زاویهٔ جهت قبله با قطب را اندازه‌گیری نمودیم -مطابق شکل- می‌توانیم جهت قبله را به صورت تقریبی بیابیم. این روش به دلیل در نظر نگرفتن انحنای زمین می‌تواند بسیار نادقیق باشد. مثلاً در آمریکای شمالی جهت قبله به سمت شمال یا شمال شرقی است، در صورتی که این روش جهت جنوب شرقی را نشان خواهد داد.
- سایه روزانه شاخص: در هر نقطه کره زمین هر روز زمان خاصی سایه شاخص به سمت قبله امتداد پیدا می‌کند که گاه توأم با جدول تعیین اوقات شرعی محاسبه می‌شود.

سایه شاخص در دو روز خاص که خورشید دقیقاً بالای کعبه قرار می‌گیرد در زمان یکنواختی در تمام کره زمین به طرف قبله می‌باشد، یعنی اگر رو به خورشید بایستید، رو به قبله ایستاده‌اید. این دو زمان عبارت‌اند از: روز ۷ خرداد ساعت ۱۲ و ۴۸ (۱۳ و ۴۸ دقیقه سابق) دقیقه به وقت تابستانی ایران (۹:۱۸ گرینویچ)؛ و روز ۲۵ تیرماه ساعت ۱۲ و ۵۷ دقیقه (۱۳ و ۵۸ دقیقه سابق) به وقت تابستانی ایران (۹:۲۷ گرینویچ)؛ که این دو تاریخ در بعضی سالها بندرت یکروز جلوتر را نشان می‌دهد، البته برای قبله نمایی در مقیاس معمولی تفاوت چشمگیری در روز قبل یا بعد این دو تاریخ وجود ندارد و روزهای همجوار تنها یک دقیقه تفاوت زمانی نشان می‌دهد. این دو روز معمولاً سالانه در پایگاه اینترنتی مرکز تقویم ایران ذکر می‌شود.
- محراب مسجد: محراب مساجد به طرف قبله‌است. در نمازخانه‌ها هم معمولاً جهت قبله با پیکانی مشخص شده‌است.
- قبرستان: مرده را در قبر روی دست راست، به سمت قبله می‌خوابانند. پس اگر شما طوری ایستاده باشید که نوشته‌های سنگ قبر را به درستی می‌خوانید، سمت چپ‌تان قبله‌است.
- دستشویی: از آن‌جا که قضای حاجت رو به قبله نباید باشد، معمولاً مستراح‌ها را عمود بر قبله می‌سازند. این هم -در جایی که اصول اسلامی ساخت رعایت شده- می‌تواند کمک‌کار باشد.

## قبله در یهودیت
قبله کلیمیان(یهودیت) به سوی مسجد الاقصی یا همان بیت‌المقدس می‌باشد.
کلیمیان سه بار در روز به سوی قبله نماز(یهودیت) می‌خوانند و به آن سو دعا می‌نمایند.

## قبله در مسیحیت
قبله در مسیحیت و فرق مختلف آن به سوی محرابیست که همواره در دیواره شرقی معابد یا کلیسا ها قرار دارد.

## قبله در زرتشتیت
قبله زرتشتیان نور است به هر شکلی که جلوه نماید، خواه این نور از شعله آتش یا شمع فروزان باشد و  از خورشید یا هر شیئ نورانی دیگر.
در اوستا فقره اول از کرده دوم هفتن یشت آمده است: «ای خدای هستی بخش دانای بی همتا که بخشاینده همه چیز و از دیده ظاهربین ما ناپدیدی ، این آتش را که در برابر گذاشته‌ایم ، نور آفرینش تو می‌دانیم و آن را به منزله قبله می‌شناسیم و به وسیله این نور که ذره‌ای از ذرات انوار تو است، خواستاریم که خود را به نور حقیقت تو برسانیم».
و در فقره اول اردیبهشت یشت به زرتشتیان صریحاً دستور داده شده که هنگام پرستش اهورامزدا در برابر نور و روشنایی قرار گیرند. و به پیروی از این دستور، هنگامی که زرتشتیان به آتشکده می‌روند، در آن جا روبه روی آتش فروزان قرار می‌گیرند و با خدا راز و نیاز می‌نمایند.

## قبله مسلمانان
قبله مسلمانان ابتدا مسجدالاقصی یا بیت‌المقدس بود. لیکن در سال دوم هجری به فرمان الله، قبله از مسجدالاقصی به مسجدالحرام یا کعبه تغییر یافت. به اعتقاد مسلمانان کعبه اولین خانه خدا بر روی کره زمین است که توسط حضرت آدم بنا شد و پس از ویرانی در طوفان نوح مجدداً به وسیله ابراهیم تجدید بنا شد.  

## پانوشت‌ها
1. ↑  وقایع سال دوم: تغییر قبله
2. ↑  «مرکز ژئوفیزیک تهران، مرکز تقویم، قسمت اخبار». بایگانی‌شده از اصلی در ۲۰ آوریل ۲۰۱۴. دریافت‌شده در ۲۷ آوریل ۲۰۱۴.
3. 1 2 3  «قبله ادیان ابراهیمی». rasekhoon.net. دریافت‌شده در ۲۰۱۹-۰۶-۰۴.
4. ↑  قرآن: آیه 96 سوره‌ آل‌عمران و آیه 127و144سوره بقره
5. ↑  تاریخ قرآن از حجتی کرمانی
6. ↑  «بنیانگذار خانه کعبه». پایگاه اطلاع رسانی دفتر مرجع عالیقدر حضرت آیت الله العظمی مکارم شیرازی. دریافت‌شده در ۲۰۲۳-۰۹-۱۳.